# Обвинск
Обвинск — село, административный центр Обвинского сельского поселения Карагайского района Пермского края.
Расположено на реке Язьва в 25 км к северу от села Карагай и в 100 км к северо-западу от Перми.

## История
Поселение известно с 1623—1624 годах как деревня Верх-Язьва, в которой насчитывалось 4 двора.
В 1686 г. местным населением была построена деревянная церковь в честь Введения во храм Пресвятой Богородицы. 24 июня (4 июля) 1686 года архиепископ Вятский и Великопермский Иона повелел устроить Верх — Язьвинский Успенский мужской монастырь. В 1706 году построен 14 метровый каменный храм в честь Успения Божьей Матери.
В 1764 году Обвинский Верх-Язьвенский Богородицкий (первоначально Успенский) мужской монастырь закрыт в ходе секуляризации, осуществленной императрицей Екатериной II. Монастырский храм стал обычной приходской церковью Обвинска.
27 января (7 февраля) 1781 года образован Обвинский уезд в составе Пермской области Пермского наместничества. Село Верх-Язьва преобразовано в уездный город Обвинск.
17 (28) июля 1783 года официально утвержден герб города Обвинска (ПСЗ РИ, № 15786) вместе с другими гербами Пермского наместничества: в верхней части щита помещался герб Пермский, а в нижней — «в голубом поле плывущее по реке оснащённое соляное судно; в знак того, что все нагруженные солью суда из Пермских соляных промыслов проплывают сей город».
12 (23) декабря 1796 года Обвинский уезд ликвидирован, а уездный город Обвинск получил статус заштатного (безуездного) города в составе Соликамского уезда Пермской губернии.

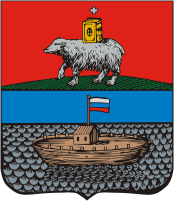
Исторический герб Обвинска

По официальным данным в 1825 году. в заштатном городе Обвинск проживало жителей мужского пола 120, женского 145, в городе имелось: 50 деревянных домов и 2 церкви и 2 рынка.
По данным 1842 года. в заштатном городе Обвинск проживало жителей мужского пола 153, женского 157, в городе имелось: 57 деревянных домов и 2 церкви (одна из них каменная).
По данным 1856 года. в заштатном городе Обвинск проживало жителей мужского пола 2813, женского 3071[сколько?], в городе имелось: 69 деревянных домов и 1 церковь.
В первой половине XIX века город славился своими конными ярмарками, проводившимися два раза в год, на которых была представлена обвинка — местная порода лошадей, выведенная в бассейне р. Обва в XVIII веке.
В начале 1860-х годов Обвинск потерял статус заштатного города, став снова селом Верх-Язьвенским (существовал как заштатный город Соликамского уезда и упраздненный город Обвинск Соликамского уезда.
С 1860-х годов являлся центром Обвинской (Верх-Язьвинской) волости Соликамского уезда.
9 (22) марта 1905 года Указом Святейшего Синода от (№ 225) по ходатайству бывшего епископа Пермского Преосвященного Ионна был открыт Обвинский (Верх-Язьвинский) Успенский женский монастырь.
В январе 1921 года уполномоченным Усольского исполкома Норов попытался закрыть монастырь, но часть сестер осталась ещё жить в монастыре на основании циркуляра от 3 января 1919 г. по вопросу об отделении церкви от государства, и продолжала трудиться для своего пропитания.
В ноябре 1922 года уполномоченный советской власти по Пермской епархии, протоирей Михаил Трубин явился в монастырь и объявил, что закрывает монастырь, а вместо него устроит богадельню для духовенства и некоторых сестер монастыря, и при себе же удалил из монастыря большую часть сестер, оставив только предназначенных в богадельню и самых необходимых работниц, но богадельни так и не было устроено. В 1924 году монастырь был закрыт окончательно, однако Успенский храм продолжал действовать. Через год епископ Илия (Бабин) «за контрреволюционные идеи» был удален из Обвинского прихода.
В начале 20-х годов село стало именоваться Обвинским. В 1931 году в селе возник колхоз им. Кагановича, получивший в 1957 году имя «преобразователя природы» И. В. Мичурина (в 1960 году он был укрупнён, а 12 августа 1965 года на его базе появился совхоз «Мичуринский»). С 1 апреля 1936 по 1958 годы здесь находилась Обвинская МТС.
10 октября 1937 года официально закрыт монастырский храма в честь Успения Пресвятой Богородицы.
В 1950—1960-х годах существовал Обвинский детский дом.
В 1997 году в селе Обвинск с благословения епископа Пермского и Соликамского Афанасия возобновилась жизнь Обвинского Свято-Успенского женского монастыря.

## Знаменитые земляки
- Штейнгейль, Владимир Иванович (1783—1862 гг.), известный декабрист, родился в семье обвинского уездного капитана-исправника;
- Яковкин, Илья Федорович (1764—1836 гг.), первый профессор русской истории Казанского университета, автора нескольких книг.